# Warren Montabone
Warren Montabone, född 28 juni 1903, död 27 september 1999, var en friidrottare från Kanada. Han deltog vid olympiska sommarspelen 1924 och olympiska sommarspelen 1928.